# Nordpol-1

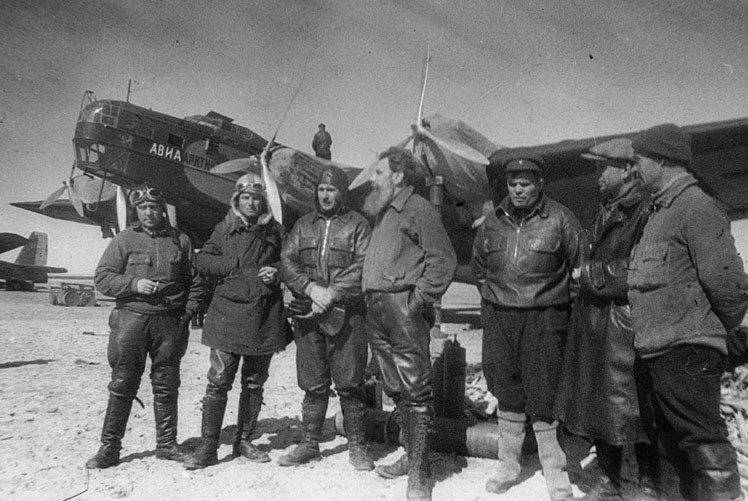
Teilnehmer der Expedition vor einer ANT-6 (v. l. n. r. Spirin (Chefnavigator), Scheweljew (stellv. Leiter), Babuschkin (2. Pilot), Schmidt (Leiter) sowie die Piloten Wodopjanow, Aleksejew und Molokow)

Nordpol-1 (russisch Северный Полюс-1, Sewerny Poljus-1, abgekürzt: СП-1, SP-1) war die erste Polarstation, die von der Sowjetunion 1937 auf einer driftenden Eisscholle am Nordpol eingerichtet worden ist. Da wahrscheinlich weder Robert Peary noch Frederick Cook den Nordpol erreicht haben, betraten bei dieser Gelegenheit zum ersten Mal Menschen die Gegend um den nördlichsten Punkt der Erde.

## Ablauf und Ergebnisse
Die Eisdriftstation „Nordpol-1“ wurde von Iwan Papanin geleitet und umfasste außerdem die Wissenschaftler Jewgeni Konstantinowitsch Fjodorow (1910–1981) und Pjotr Petrowitsch Schirschow (1905–1953) sowie den Funker Ernst Krenkel. Die Verantwortung für das gesamte Projekt trug Otto Schmidt. Am 21. Mai 1937 setzte eine ANT-6 der Aviaarktika unter dem Kommando von Michail Wodopjanow mit dem Navigator Walentin Akkuratow die Expedition auf einer Eisscholle ab. Sie befand sich nach einer ersten, vorläufigen Positionsbestimmung 20 Kilometer vom Pol entfernt; später wurde die Position auf 89° 25′ Nord und 78° 40′ West präzisiert. Am 27. Mai und am 5. Juni landeten drei weitere Flugzeuge, zeitweise befanden sich 43 Mann auf dem Eis; sechs Zelte wurden aufgebaut und zehn Tonnen Fracht ausgeladen. Am 7. Juni hoben die Maschinen wieder ab und ließen die vier Expeditionsmitglieder und einen Hund zurück; die Scholle war da bereits bis auf 88° 54′ Nord und 20° West gedriftet. Im Juli 1937 bildete die Besatzung die nördlichste Partei- und Komsomolgruppe der Sowjetunion, obwohl nur Papanin volles Parteimitglied und Schirschow sogar parteilos war.
Bei Expeditionsbeginn besaß die Eisscholle eine Größe von 3200 mal 1600 Metern und war drei Meter dick. Die Station bestand aus einem Zelt, einer Funkstelle und einem Wetterhäuschen.
Im Juli wurde das Wetter so warm, dass sich überall Wasserlachen bildeten. Andererseits wehten auch immer wieder Schneestürme die Station zu. Für den ersten Transpolarflug von Moskau nach Vancouver am 20. Juni 1937 unter Waleri Tschkalow legte die Expedition einen Notlandeplatz an. Der Winter setzte am 2. September mit einer Temperatur von minus zwölf Grad ein. Das ermöglichte den Expeditionsteilnehmern, zusätzlich zum Zelt ein Haus aus Eisziegeln (Iglu) zu bauen. Am 4. Oktober sahen sie zum letzten Mal die Sonne.
Mitte Oktober hatten sie bereits den 85. Breitengrad überquert. Die Eisscholle driftete mit einer Geschwindigkeit von bis zu 21 Kilometern am Tag die Ostküste von Grönland entlang Richtung Süden. Trotz der einsetzenden Polarnacht nahm die Driftgeschwindigkeit des Eisfeldes eher zu. Ab Anfang Januar kam es zu Eispressungen, am 20. Januar 1938 spürten die Schollenbewohner einen starken Stoß: Vom Wohnzelt bis zum Eisrand betrug die Strecke nur noch 300 Meter. Nach einem schweren Schneesturm lief am 29. Januar eine erste Eisspalte durch das Expeditionslager. Weitere Eisspalten zwangen zum ständigen Umziehen, während sich das umgebende Eisfeld in Trümmer verwandelte. Am 3. Februar lief die Taimyr in Murmansk aus, um die Expedition zu bergen, vier Tage später die Murman – noch nie hatten zu der Jahreszeit Eisbrecher so weit nördlich im Eismeer operiert. Auch die Jermak (Kapitän Wladimir Woronin) war an der Rettungsaktion beteiligt. Die Scholle war inzwischen noch nicht einmal mehr groß genug, um den 70 Meter langen Antennendraht ganz auszuspannen, und so weit nach Süden gedriftet, dass sogar die Sonne wieder auftauchte. Am 12. Februar sichteten die Forscher die Scheinwerfer der Taimyr, aber erst eine Woche später hatte der Eisbrecher das Lager auf 70° 54′ Nord und 19° 48′ West in Sichtweite der grönländischen Küste erreicht. In 274 Tagen hatte „Nordpol-1“ 2500 Kilometer zurückgelegt, die direkte Strecke betrug 2050 Kilometer; zuletzt war die Eisscholle nur noch 30 Meter breit. Expeditionsleiter Iwan Papanin hatte in der Zeit von 90 auf 60 Kilogramm abgenommen. Auch sollte das halbstarre Luftschiff UdSSR-W6 von der Kolahalbinsel aus Richtung Grönland fliegen, um die Expedition aufzunehmen. Es verunglückte jedoch. Dabei starben dreizehn Besatzungsmitglieder. 
Zu den reichen wissenschaftlichen Ergebnissen gehören die ersten Tiefenmessungen aus dem nördlichen Eismeer. Am 6. Juni wurde eine Meerestiefe von 4290 Metern gemessen und dabei eine Bodenprobe vom Meeresgrund genommen. Am 17. Juli maß man eine Wassertiefe von 4395 Meter; am 13. September nur noch 3767 Meter: ein Unterwassergebirgskamm war entdeckt worden. Nach den Erkenntnissen von „Nordpol-1“ stellte sich das Eismeer als eine tiefe Senke dar. Zum ersten Mal konnte ein Tiefenprofil vom Pol bis in den Atlantik skizziert werden.
Die Bewegung der Eisscholle selbst vermittelte ein Bild von der Oberflächenströmung. Sie beschleunigte sich beim Übergang in den Atlantik. In nur 100 Metern Wassertiefe entdeckte Pjotr Schirschow außerdem eine gegenläufige Strömung Richtung Pol. An zwei Punkten der Drift wurde auch die Schwerkraft gemessen, womit Informationen über die geologische Tiefenstruktur gewonnen werden konnten. Hilfreich waren auch die gewonnenen Werte zur magnetischen Deklination, denn nur mit ihrer Hilfe lässt sich der Magnetkompass in diesen Gegenden zur Navigation verwenden. Die Meteorologen waren bis dahin überzeugt gewesen, dass der Nordpol ständig von einer Kaltluftkappe bedeckt sei; dabei war es auf der Eisscholle gelegentlich wärmer als in Moskau.
Bereits am 3. Juni 1937 wurde ein Alk gesichtet. Später beobachteten die Expeditionsteilnehmer auch Schneeammern, Eissturmvögel und eine Bartrobbe. Am 1. August tauchte sogar eine Eisbärin mit zwei Jungen auf und wurde mit Schüssen vertrieben. 
Der Zweite Weltkrieg verhinderte zunächst weitere, ähnliche Unternehmungen. Im April 1950 nahm die Sowjetunion eine zweite Eisdriftforschungsstation in Betrieb. Zwischen 1937 und 1991 gab es insgesamt 31 sowjetische Eisdriftstationen in der Arktis.

## Film
- Rote Arktis. Die Eroberung des Nordpols 1937, Dokumentation, Deutschland, 2009